# The Mark of Cain (film 1916)
The Mark of Cain è un film muto del 1916 diretto da Joseph De Grasse.

## Trama
Per salvare il matrimonio dei genitori, Dick Temple va in prigione al posto del padre, prendendosi la colpa dei suoi crimini. Uscito dal carcere, depresso perché non ha né una famiglia né un lavoro, pensa di uccidersi. Incontra Doris, pure lei candidata al suicidio. I due si sostengono a vicenda e iniziano una relazione amorosa. Doris trova nel frattempo lavoro come bambinaia dai Wilson mentre Dick va a lavorare da John Graham, un broker dal passato oscuro.
Graham, che si rivela per un losco individuo, costringe Dick a partecipare ad una rapina nella casa dei Wilson mentre Jake, lo zio di Doris, fa lo stesso con lei. I criminali si trovano contemporaneamente nella casa: qui, si affrontano. La lotta finisce con la morte di entrambi i combattenti.
Dick ritrova la madre, che non vedeva da anni, e può sposarsi finalmente con Doris.

## Produzione
Il film fu prodotto dall'Universal Film Manufacturing Company (con il nome Red Feather Photoplays) con il titolo di lavorazione  By Fate's Degree.

## Distribuzione
Distribuito dall'Universal Film Manufacturing Company (con il nome Red Feather Photoplays), il film uscì nelle sale cinematografiche statunitensi il 7 agosto 1916.